# Rogério Luiz Da Silva
Rogério (12 juni 1980) is een Braziliaans voormalig voetballer die speelde als aanvaller.

## Carrière
Rogério maakte in 2000 zijn profdebuut voor Portuguesa. Hij werd door FC Wil 1900 naar Europa gehaald en veroverde in 2004 de beker. Hij wist een transfer naar Grasshopper te versieren waar hij bleef spelen tot in 2006. Hij verhuisde naar FC Aarau en speelde tussen 2006 en 2009 voor de club. In 2009 keerde hij voor één seizoen terug naar Grasshopper en hij eindigde in 2010 zijn carrière.

## Erelijst
- FC Wil 1900
  - Zwitserse voetbalbeker: 2004